# Mykola Dmytrovych Leontovych

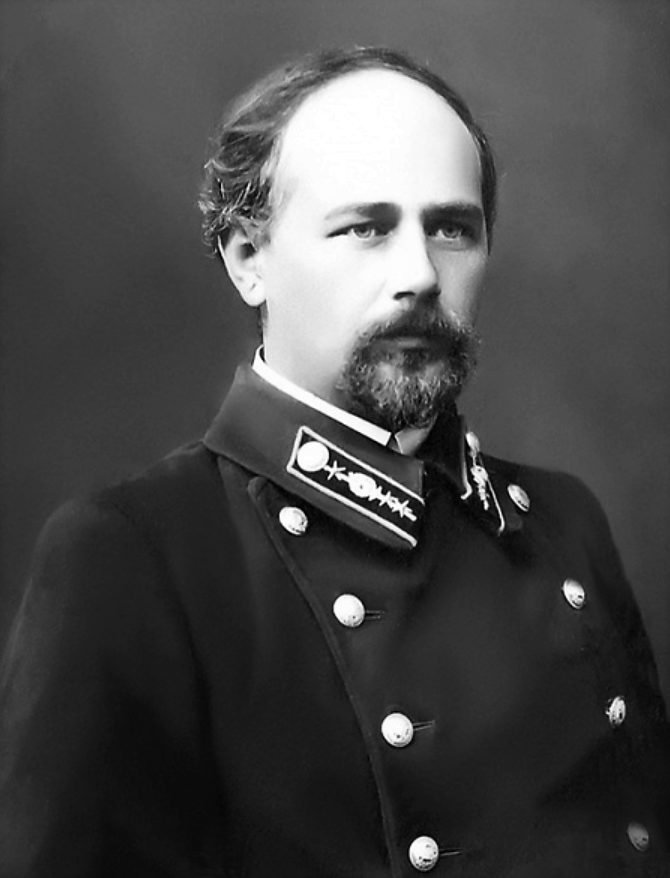
Mykola Leontovych

Mykola Dmytrovych Leontovych (tiếng Ukraina: Микола Дмитрович Леонтович; 13 December [lịch cũ 1 December] năm 1877(23 tháng 1 năm 1921) là một nhà soạn nhạc, nhạc trưởng, nhà âm nhạc dân tộc học và giáo viên người Ukraina. Âm nhạc của ông lấy cảm hứng từ nhà soạn nhạc người Ukraina Mykola Vitaliiovych Lysenko và trường phái âm nhạc dân tộc Ukraina. Leontovych chuyên về nhạc hợp xướng a cappella, từ các sáng tác gốc đến nhạc nhà thờ cho đến các bản chuyển soạn phức tạp của nhạc dân gian.
Leontovych sinh ra và lớn lên tại Monastyrok thuộc tỉnh Podolia của Đế quốc Nga (nay thuộc tỉnh Vinnytsia, Tây Ukraina). Ông được đào tạo thành một linh mục tại Viện thần học Kamianets-Podilskyi. Sau cuộc cách mạng năm 1917, Ukraina giành được độc lập, ông chuyển đến Kyiv và làm việc tại Nhạc viện Kyiv và Học viện Âm nhạc và Kịch nghệ Mykola Lysenko. Ông sáng tác "Shchedryk" vào năm 1904 (công chiếu năm 1916), hiện được các quốc gia nói tiếng Anh biết đến với tên gọi "Carol of the Bells". Ông bị một điệp viên Liên Xô ám sát vào năm 1921 và được Giáo hội Chính thống giáo Đông phương Ukraina coi là một người tử vì đạo, đồng thời ông cũng được Giáo hội ghi nhớ vì đã sáng tác bài phụng vụ đầu tiên bằng ngôn ngữ phổ thông là tiếng Ukraina hiện đại.
Trong suốt cuộc đời mình, các sáng tác và bản hòa âm của Leontovych đã trở nên phổ biến với các nhạc sĩ trên khắp khu vực Ukraina thuộc Đế quốc Nga. Việc biểu diễn các tác phẩm của ông ở Tây Âu và Bắc Mỹ đã mang lại cho ông biệt danh "Bach của Ukraina". Ngoài "Shchedryk", âm nhạc của Leontovych chủ yếu được biểu diễn ở Ukraina và cộng đồng người Ukraina di cư.

## Tiểu sử

### Thời thơ ấu

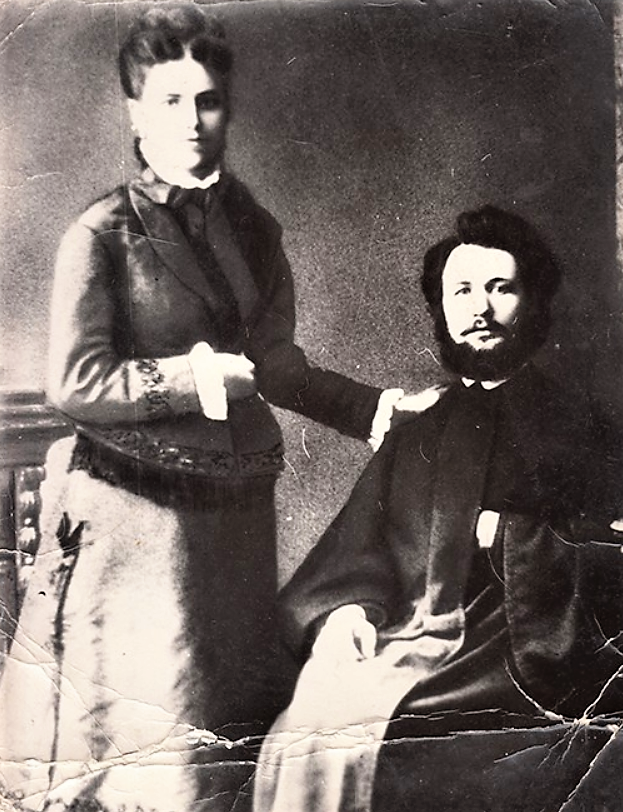
Mariya vaf Dmytro Leontovych

Mykola Leontovych sinh ngày 13 December [lịch cũ 1 December] năm 1877 tại Monastyrok, gần làng Selevyntsi, ở tỉnh Podolia của Ukraina (khi đó là một phần của Đế quốc Nga). Ông là con cả trong số năm người con còn sống (Mykola, Oleksandr (sinh năm 1879), Maria (sinh năm 1885), Victoria (sinh năm 1886) và Olena). Cha, ông nội và ông cố của ông đều là linh mục làng. Cả mẹ ông, Mariya Yosypivna Leontovych, và cha ông, Dmytro Feofanovych Leontovych, đều là ca sĩ.
Cha của Leontovych là người chỉ đạo dàn hợp xướng của trường và chơi thành thạo đàn cello, double bass, đàn đạp hơi, violin và guitar, ông đã dạy Mykola những bài học âm nhạc đầu tiên. Tất cả anh chị em của ông đều lớn lên và theo đuổi sự nghiệp âm nhạc: Oleksandr là ca sĩ chuyên nghiệp, Mariya học thanh nhạc ở Odessa, Olena học fortepiano tại Nhạc viện Kyiv, và Victoriya có thể chơi một số loại nhạc cụ.

### Sự nghiệp tại Kyiv
Trong cuộc Cách mạng Tháng Mười và sự thành lập của Cộng hòa Nhân dân Ukraina năm 1918, Leontovych chuyển đến Kyiv một mình, tại đây ông vừa là một nhạc trưởng và nhà soạn nhạc. Một số tác phẩm của ông đã trở nên phổ biến trong các nhóm chuyên nghiệp và nghiệp dư và được thêm vào tiết mục của họ. Tại một trong những buổi hòa nhạc, tác phẩm "Huyền thoại" của Mykola Voronoi do Leontovych biên soạn đã thành công rực rỡ. Sau khi những người Bolshevik đến, Leontovych làm việc trong ủy ban âm nhạc của Ủy ban Giáo dục Nhân dân, giảng dạy tại Học viện Âm nhạc và Kịch nghệ, và cùng với nhà soạn nhạc kiêm nhạc trưởng Hryhoriy Veryovka được thuê để biên soạn các khóa học giáo dục mầm non và tổ chức các nhóm hợp xướng.
Trong thời gian này, ông đã dạy chỉ huy hợp xướng tại Nhạc viện Kyiv và cũng giảng dạy tại Học viện Âm nhạc và Kịch nghệ Mykola Lysenko. Ông đã tham gia vào việc thành lập Capella Cộng hòa Ukraina mà ông là ủy viên. Khi Kyiv bị Bạch vệ chiếm vào ngày 31 tháng 8 năm 1919, chính quyền bắt đầu đàn áp giới trí thức Ukraina của thành phố. Để tránh bị bắt, Leontovych buộc phải chạy trốn đến Tulchyn.

### Qua đời
Sáng sớm ngày 23 tháng 1 năm 1921, Leontovych bị một mật vụ cheka là Afanasy Hrishchenko bắn. Leontovych đang ở nhà cha mẹ mình khi ông đến thăm họ vào Lễ Giáng sinh Chính thống giáo Đông phương. Mật vụ cheka này đã đề nghị được ở lại qua đêm tại ngôi nhà đó và ở cùng phòng với Leontovych. Vào lúc 7 giờ 30 sáng, hắn đã bắn chết nhà soạn nhạc và cướp tài sản của gia đình. Khi bác sĩ đến, Leontovych đã chết vì mất máu.

## Âm nhạc
Leontovych chuyên về nhạc hợp xướng a cappella và đã sáng tác hơn 150 tác phẩm hợp xướng, chủ yếu lấy cảm hứng từ các bài hát dân gian Ukraina. Chúng bao gồm các bản hòa âm nghệ thuật của các bài hát dân gian, các tác phẩm tôn giáo (bao gồm cả các bài phụng vụ của ông), các bản cantata và các sáng tác phổ theo lời của các nhà thơ Ukraina. Tác phẩm nổi tiếng nhất của ông là shchedrivka (bài hát mừng năm mới) "Schedryk" và "Dudaryk (Leontovich)". Các tác phẩm hợp xướng của ông có sự hòa âm phong phú, giọng hát đa âm.
Lysenko là một trong những người có ảnh hưởng lớn nhất đến Leontovych. Leontovych đã ngưỡng mộ âm nhạc của ông kể từ khi còn là sinh viên và sẽ biểu diễn nhạc của ông trong các buổi hòa nhạc tại bất cứ nơi nào ông làm việc.